# La Mandrágora
La Mandrágora és un àlbum de música que porta el nom del pub on es van conèixer els tres amics coautors d'aquest àlbum. Joaquín Sabina canta tot sol tres de les cançons d'aquest disc: «Pongamos que hablo de Madrid», «Pasándolo bien» i «Adivina, adivinanza». Alberto Pérez canta i toca a «Un santo varón», «La tormenta» i «Nos ocupamos del mar», a més canta a duo amb Joaquín Sabina «Mi ovejita lucera» i «Círculos viciosos». Javier Krahe interpreta «Marieta», «Un burdo rumor», «El cromosoma», «Villatripas» i «La hoguera».
«Adivina, adivinanza» és una sàtira sobre el dictador Franco.

## Llista de cançons
1. «Marieta»
2. «Un burdo rumor»
3. «Pongamos que hablo de Madrid»
4. «Pasándolo bien»
5. «El cromosoma»
6. «Un santo varón»
7. «Mi ovejita lucera»
8. «Villatripas»
9. «La tormenta»
10. «Adivina, adivinanza»
11. «Nos ocupamos del mar»
12. «La hoguera»